# فهرست آثار ملی شهرستان طرقبه شاندیز
فهرست آثار ملی شهرستان طرقبه شاندیز شامل ۲۳ اثر ملی در شهرستان طرقبه شاندیز است که تا ۱۳۹۷ به ثبت رسیده‌اند که سهم این شهرستان در سطح استان خراسان رضوی که بالغ بر ۱۴۰۷ اثر تاریخی ثبت شده دارد بسیار ناچیز است.
مسجد ازغد نخستین اثر ملی این شهرستان است که در ۱۷ آذر ۱۳۶۴ خورشیدی در فهرست آثار ملی ایران قرار گرفت.

## آثار ثبت‌شده
| #          | نام اثر              | نگاره          | دیرینگی                                  | موقعیت                                                                                                   | شمارهٔ ثبت | تاریخ ثبت        | منبع   |
| بناها      | بناها                | بناها          | بناها                                    | بناها | بناها     | بناها            | بناها  |
| ---------- | -------------------- | -------------- | ---------------------------------------- | --- | --------- | ---------------- | ------ |
| ۱          | مسجد ازغد            |                | سدهٔ ۹ ه‍. ق                                | روستای ازغد                                                                                              | ۱۶۹۷      | ۱۷ آذر ۱۳۶۴      | [ ۳ ]  |
| ۲          | رباط ویرانی          | بارگذاری تصویر | دورهٔ تیموری - صفوی                       | روستای ویرانی                                                                                            | ۲۲۶۱      | ۲۷ دی ۱۳۷۷       | [ ۴ ]  |
| ۳          | بند گلستان           |                | دورهٔ تیموری - صفوی                       | انتهای روستای گلستان ۳۶°۱۹′۳۶″ شمالی ۵۹°۲۵′۴۰″ شرقی / ۳۶٫۳۲۶۶۷°شمالی ۵۹٫۴۲۷۷۸°شرقی                       | ۵۹۳۳      | ۵ آبان ۱۳۸۱      | [ ۵ ]  |
| ۴          | باغمزار ویرانی       | بارگذاری تصویر | دورهٔ ایلخانی                             | روستای لنگر                                                                                              | ۸۷۳۰      | ۱۰ خرداد ۱۳۸۲    | [ ۶ ]  |
| ۵          | خانه توکلی‌زاده       | بارگذاری تصویر | پهلوی اول                                | بخش طرقبه - امام رضا ۵ - نواحی نوچاه ۳۶°۲۰′۳۲٫۹″ شمالی ۵۹°۲۵′۴۵٫۴″ شرقی / ۳۶٫۳۴۲۴۷۲°شمالی ۵۹٫۴۲۹۲۷۸°شرقی | ۹۲۵۴      | ۲۴ تیر ۱۳۸۲      | [ ۷ ]  |
| ۶          | حمام قدیمی چاهشک     | بارگذاری تصویر | دورهٔ قاجار                               | ۳ کیلومتری غرب روستای چاهشک ۳۶°۲۴′۵۳″ شمالی ۵۹°۲۷′۱۷″ شرقی / ۳۶٫۴۱۴۷۲°شمالی ۵۹٫۴۵۴۷۲°شرقی                | ۱۲۳۹۰     | ۱۱ مرداد ۱۳۸۴    | [ ۸ ]  |
| ۷          | قلعه کردی زشک        | بارگذاری تصویر | سدهٔ ۷ تا ۹ ه‍. ق                           | یک کیلومتری جنوب غرب زشک                                                                                 | ۱۳۴۲۳     | ۶ مهر ۱۳۸۴       | [ ۹ ]  |
| ۸          | حسینیه حصار          | بارگذاری تصویر | پهلوی اول                                | روستای حصار گلستان                                                                                       | ۱۳۴۲۴     | ۶ مهر ۱۳۸۴       | [ ۱۰ ] |
| ۹          | حوض‌انبار تخته خانرود | بارگذاری تصویر | پهلوی اول                                | روستای خانرود                                                                                            | ۱۳۹۱۶     | ۹ بهمن ۱۳۸۴      | [ ۱۱ ] |
| ۱۰         | قلعه کهنه چاهشک      | بارگذاری تصویر | دورهٔ قاجار                               | روستای چاهشک                                                                                             | ۱۵۵۶۴     | ۱۷ خرداد ۱۳۸۵    | [ ۱۲ ] |
| ۱۱         | حمام قدیمی دهبار     | بارگذاری تصویر | اواخر دورهٔ قاجار                         | بافت مسکونی روستای دهبار                                                                                 | ۲۹۰۷۱     | ۱۳ بهمن ۱۳۸۸     | [ ۲ ]  |
| ۱۲         | آب‌انبار گلستان       | بارگذاری تصویر | پهلوی اول                                | روستای گلستان                                                                                            | ۲۹۲۸۳     | ۱۳ بهمن ۱۳۸۸     | [ ۲ ]  |
| ۱۳         | آرامگاه شیخ عبدالله  | بارگذاری تصویر | دورهٔ قاجار                               | ۵۰۰ متری جنوب غرب روستای کنگ                                                                             | ۲۹۲۸۸     | ۱۳ بهمن ۱۳۸۸     | [ ۲ ]  |
| ۱۴         | قنات امامیه          | بارگذاری تصویر | دورهٔ تیموری                              | بخش طرقبه - یک کیلومتری غرب میدان نمایشگاه مشهد                                                          | ۳۰۵۹۹     | ۸ دی ۱۳۹۰        | [ ۲ ]  |
| ۱۵         | قنات قاسم‌آباد        | بارگذاری تصویر | دورهٔ تیموری                              | بخش طرقبه - یک کیلومتری غرب میدان نمایشگاه مشهد                                                          | ۳۰۶۰۰     | ۸ دی ۱۳۹۰        | [ ۲ ]  |
| ۱۶         | تکیه سفلی کنگ        | بارگذاری تصویر | اواخر دورهٔ قاجار                         | محله میانده روستای کنگ                                                                                   | ۳۰۹۵۸     | ۱۸ شهریور ۱۳۹۱   | [ ۲ ]  |
| سنگ‌نگاره‌ها |                      |                |                                          | |           |                  |        |
| ۱۷         | سنگ‌نگاره شتر سنگ     |                | پیشاتاریخ تا دوران‌های تاریخی پس از اسلام | روستای ده‌نو                                                                                              | ۳۸۴۱      | ۲۵ اردیبهشت ۱۳۸۰ | [ ۱۳ ] |
| محوطه‌ها    |                      |                |                                          | |           |                  |        |
| ۱۸         | گورستان جاغرق        | بارگذاری تصویر | دورهٔ تیموری - قاجار                      | روستای جاغرق                                                                                             | ۱۱۹۴۱     | ۵ تیر ۱۳۸۴       | [ ۱۴ ] |
| ۱۹         | گورستان کنگ          |                | اواخر دورهٔ صفوی - اواخر دورهٔ قاجار       | روستای کنگ                                                                                               | ۱۲۹۴۵     | ۱۹ مرداد ۱۳۸۴    | [ ۱۵ ] |
| ۲۰         | گورستان گراخک        | بارگذاری تصویر | دورهٔ صفوی - قاجار                        | روستای گراخک ۳۶°۲۴′۵۹″ شمالی ۵۹°۱۴′۴۲″ شرقی / ۳۶٫۴۱۶۳۹°شمالی ۵۹٫۲۴۵۰۰°شرقی                               | ۱۲۹۴۷     | ۱۹ مرداد ۱۳۸۴    | [ ۱۶ ] |
| ۲۱         | گورستان ابرده سفلی   | بارگذاری تصویر | سدهٔ ۹ ه‍. ق تا اواخر دورهٔ قاجار            | روستای ابرده سفلی                                                                                        | ۱۲۹۵۰     | ۱۹ مرداد ۱۳۸۴    | [ ۱۷ ] |
| ۲۲         | گورستان ویرانی       | بارگذاری تصویر | صدر اسلام تا دورهٔ صفوی                   | جنوب روستای ویرانی                                                                                       | ۱۶۰۴۵     | ۲۰ شهریور ۱۳۸۵   | [ ۱۸ ] |
| ۲۳         | محوطه خادر           | بارگذاری تصویر | سده‌های میانه و متاخر اسلامی              | ۵۰ متری غرب روستای خادر                                                                                  | ۲۴۹۹۱     | ۱۸ اسفند ۱۳۸۷    | [ ۱۹ ] |